# نخل‌های پرسان
نخل‌های پَرسان (نام علمی: Butia) نام یک سرده از خانواده نخل است.
این نخل‌ها برگ‌هایی پّرمانند دارند.